# Kingston, Illinois
Kingston är en ort (village) i DeKalb County i Illinois. Vid 2020 års folkräkning hade Kingston 1 108 invånare.